# Adolf Percl
Adolf Percl bio je hrvatski nogometaš i nogometni reprezentativac.

## Nogometaška karijera

### Klupska karijera
Igrao je za zagrebačku Concordiju.

### Reprezentativna karijera
Za reprezentaciju odigrao je tri utakmice. Prva je bila 28. lipnja 1926. u Zagrebu u utakmici protiv Čehoslovačke, druga protiv Rumunjske u Zagrebu 3. listopada 1926. kad je postigao dva pogotka za preokret, a zadnja 10. travnja 1927. u Budimpešti protiv Mađarske.
Bio je među pozvanima na OI 1924. u Parizu, a od hrvatskih nogometaša s njim su bili u izabranom sastavu Dragutin Babić, Slavin Cindrić, Artur Dubravčić, Stjepan Bocak, Andrija Kujundžić, Dragutin Friedrich, Antun Pavleković, Alfons Pažur, Dragutin Vragović, Dragutin Vrđuka, Branko Zinaja, Emil Perška, Eugen Dasović, Emil Plazzeriano, Janko Rodin, Marijan Marjanović, Rudolf Rupec, Stjepan Vrbančić i Vladimir Vinek. Nije odigrao ni jednu utakmicu na turniru, nego je bio među pričuvama.